# Pseudoeoscyllina longicorna
Pseudoeoscyllina longicorna är en insektsart som beskrevs av Liang och F.L. Jia 1992. Pseudoeoscyllina longicorna ingår i släktet Pseudoeoscyllina och familjen gräshoppor. Inga underarter finns listade i Catalogue of Life.